# 源融

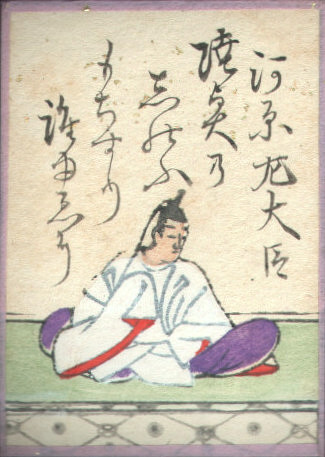
源 融
----
小倉百人一首第14番・河原左大臣
「陸奥の しのぶもぢずり 誰故に 乱れそめにし われならなくに」

源 融（みなもと の とおる）は嵯峨天皇の第十二皇子 （嵯峨第十二源氏）。平安時代初期から前期にかけての貴族。嵯峨源氏融流初代。河原院、河原大臣と呼ばれた。

## 経歴
仁明朝の承和5年（838年）元服して正四位下に直叙され、承和6年（839年）に源融として臣籍降下し侍従に任ぜられる。仁明朝末の承和15年（848年）右近衛中将に任ぜられると、嘉祥3年（850年）正月に従三位に叙せられ、29歳で公卿に列す。文徳天皇の即位後の同年5月に右衛門督に任ぜられて引き続き武官を務め、斉衡3年（856年）参議に昇った。
清和朝に入っても、天安4年（859年）正三位、貞観6年（864年）中納言と順調に昇進する。同年3月から貞観11年（869年）1月までは陸奥出羽按察使も兼任した。この頃、異母兄の左大臣・源信と大納言・伴善男が不和の状況にあったが、同年冬には源信が融・勤兄弟と反逆を謀っているとの投げ文があり、騒ぎになったという。その後、貞観8年（866年）応天門の変が発生して、伴善男は失脚、源信は籠居して出仕を取り止めてしまい、結局貞観10年（868年）に源信も事故死してしまった。加えて、この間の貞観9年（867年）には右大臣・藤原良相や大納言・平高棟といった大官が相次いで没したこともあって融は急速に昇進する。貞観12年（870年）大納言に昇ると、貞観14年（872年）には太政大臣・藤原良房の薨去に伴い、融は太政官の首班に立って左大臣に任ぜられた。
しかし、貞観18年（876年）自ら東宮傅として仕えた貞明親王（陽成天皇）が即位すると、約15歳年下で太政官の席次も下位の右大臣であったにもかかわらず、藤原基経が天皇の外戚として摂政に任じられたため、融は上表を出して自宅に引籠もった。
元慶8年（884年）陽成天皇の譲位によって皇嗣を巡る論争が起きた際に「いかがは。近き皇胤をたづねば、融らもはべるは」（自分も皇胤の一人なのだから、候補に入る）と主張したが、源氏に下った後に即位した例はないとして、基経に退けられたという逸話が『大鏡』太政大臣基経伝に残る。しかし当時、融は私籠中であり、史実であるかどうかは不明である。なお、光孝天皇が即位すると融は政務に復帰した。その後、光孝天皇が崩御すると、天皇の子は全て臣籍に降下して源氏となっていたが、基経は源氏に下っていた源定省を皇籍に復帰させて即位させている（宇多天皇）。なお、安田政彦は『大鏡』の逸話は宇多天皇即位時の逸話を後に摂関家発展のきっかけとなる光孝天皇即位時の逸話に付け替えたのではないかとしている。
仁和3年（887年）従一位に叙された。宇多朝の寛平3年（891年）関白太政大臣・藤原基経が没し、融は再び太政官の首班に立った。寛平7年（895年）8月25日薨去。享年74。最終官位は左大臣従一位。没後正一位の贈位を受けた。

## 人物
紫式部『源氏物語』の主人公光源氏の実在モデルの有力候補といわれる。

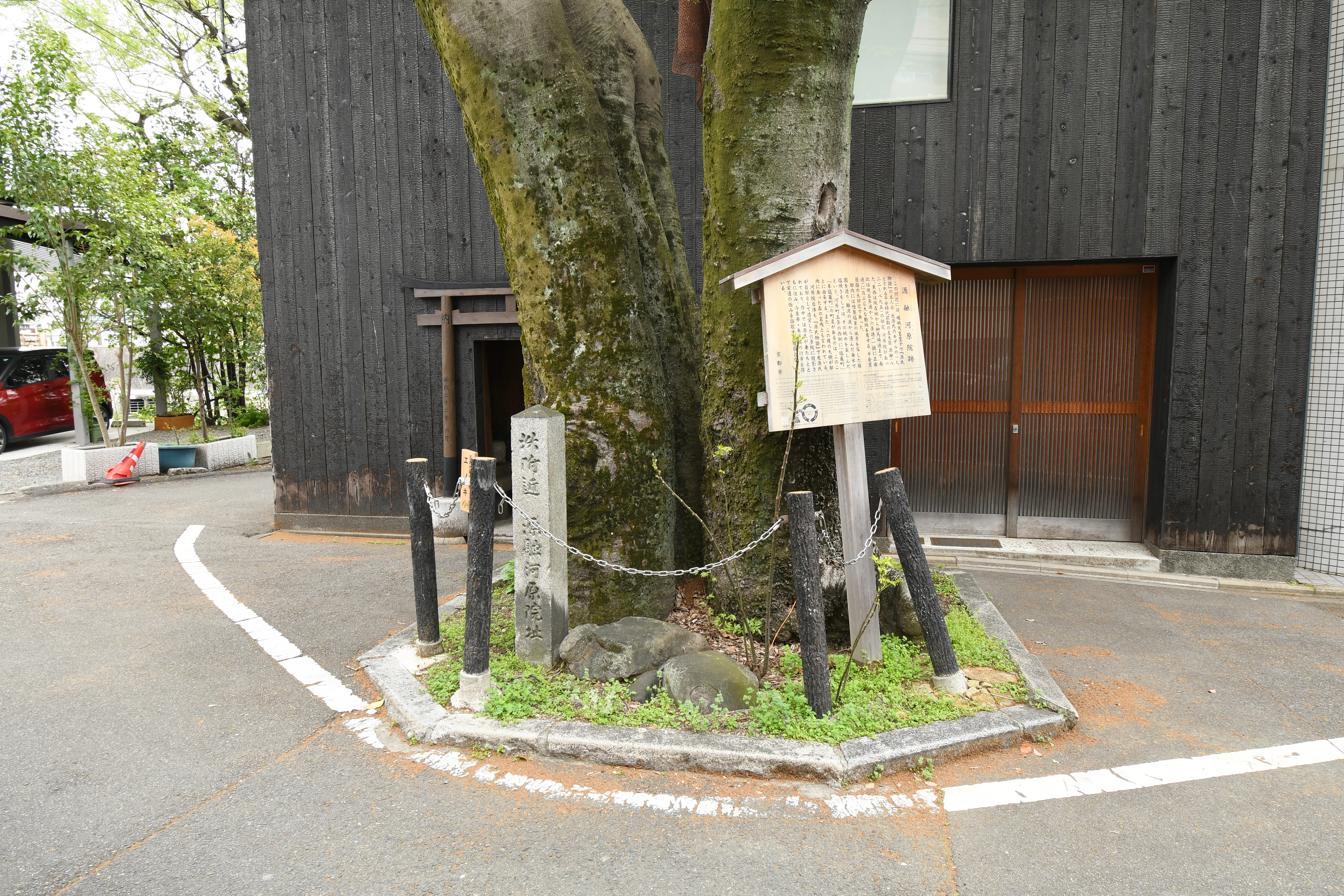
源融河原院址碑

陸奥出羽按察使を任官した融が京都の六条河原院（現在の渉成園）に塩竈の風景を模した庭園を造らせたという故事は、伊勢物語などの文学にも登場し、世阿弥作の能「融」の元にもなった。能「融」では、陸奥の塩竈のことを耳にした融が難波津の浦（大阪湾）から毎日海水を汲んで京まで運ばせ、塩を焼かせたとされる。古くから塩竈では塩づくり（藻塩焼き）が行われており、ここでは融がそれを再現しようとした様子が描かれている。『古今和歌集』に収録されている紀貫之の「きみまさで煙たえにし塩がまのうらさびしくもみえわたるかな」は、融の死後、塩を焼く煙が絶えてしまったことを歌ったものである。
融の邸宅のあった辺りは現在の京都市下京区本塩竈町および塩竈町周辺であるとされ、付近には「塩竈山（えんそうざん）」の山号を持つ上徳寺がある。また融の死後、河原院は息子の昇が相続、さらに宇多上皇に献上されており、上皇の滞在中に融の亡霊が現れたという伝説が『今昔物語集』『江談抄』等に見える。嵯峨にあった別邸の栖霞観の故地は今日の嵯峨釈迦堂清凉寺である。また、宇治に営んだ別邸の地はのちに平等院となった。
勅撰歌人として、『古今和歌集』『後撰和歌集』に各2首ずつの和歌作品が採録されている。小倉百人一首では河原左大臣の名で知られる。
大江匡房の『本朝神仙伝』には河原院大臣侍の名で、仙人になりそこねた人物として収録されている。仙道を学んでいるという近習に「自分はもうすぐ仙人なれるが、融には仙骨があるので一緒に仙境へ行こう」と誘われるが、妻子に断ってから行くと返答したところ、妻子に愛情をかけるようではとても仙道は達成できない、と見限られる物語となっている。

## 源融と塩竈の関連
貞観6年（864年）陸奥出羽按察使に任官された融が国府多賀城に赴任し、塩竈で暮らしたという伝説が、宮城県塩竈市を中心に根強く残っており、塩竈市泉ヶ岡（塩釜高校周辺）はかつて源融が邸宅を構えたという言い伝えから「融ヶ岡」とも呼ばれている。
融が多賀城国府に自ら赴任したとする伝承について、当時の上層貴族が地方官に任官された場合には、代理の者を現地に派遣する遙任が通例であったことに加え、要職である中納言との兼任であることや、天皇の息子である融自身が地方へ赴任するというのは考えにくいことからも、実際は遙任であったと考えるのが妥当とされる（斎藤善之）。
いずれにせよ、融は塩竈および周辺地域にゆかりのある人物であり、塩竈市本町のまちかど博物館（旧ゑびや旅館）には融の像が展示されているほか、多賀城市の浮島神社の境内には、融を「贈正一位源朝臣融卿」として祀る大臣宮神社（おとどのみやじんじゃ）が存在する。また、塩竈市の菓子店「梅花堂」では、融にちなんだ商品「黒きなこクッキー融（ゆう）」を販売している。

## 源融を祀る神社
融を祀る神社として、滋賀県大津市に鎮座する融神社のほか、兵庫県尼崎市に鎮座する琴浦神社、宮城県多賀城市に鎮座する浮島神社境内社の大臣宮神社（おとどのみやじんじゃ）、京都府京都市に鎮座する錦天満宮境内社の塩竈神社などがある。

## 官歴
『六国史』による。
- 承和5年（838年） 11月7日：元服、正四位下（直叙）
- 承和6年（839年） 閏正月2日：侍従
- 承和8年（841年） 正月12日：兼相模守[9]
- 承和9年（842年） 9月8日：近江守
- 承和14年（847年） 正月12日：近江守
- 時期不詳：美作守
- 承和15年（848年） 2月14日：右近衛中将、美作守如故
- 嘉祥3年（850年） 正月7日：従三位。5月17日：右衛門督[9]
- 仁寿元年（851年） 8月：兼伊勢守[9]
- 仁寿4年（854年） 8月28日：兼伊勢守
- 斉衡3年（856年） 9月：参議[9]
- 斉衡4年（857年） 正月：兼備中守[9]
- 天安3年（859年） 正月13日：兼備中守。11月19日：正三位
- 貞観2年（860年） 正月16日：兼近江守
- 貞観5年（863年） 2月10日：左衛門督
- 貞観6年（864年） 正月16日：中納言。3月8日：陸奥出羽按察使
- 貞観11年（869年） 正月13日：去陸奥出羽按察使
- 貞観12年（870年） 正月13日：大納言[9]
- 貞観14年（872年） 8月25日：左大臣[9]
- 貞観15年（873年） 正月7日：従二位。正月13日：東宮傅
- 貞観18年（876年） 11月29日：止東宮傅[9]
- 貞観19年（877年） 正月3日：正二位（坊官賞）
- 元慶8年（884年） 3月5日：勅授帯剣[9]
- 仁和3年（887年）11月17日：従一位[9]
- 寛平7年（895年） 8月25日：薨去（左大臣従一位）[9]。8月28日：贈正一位[9]

## 系譜
『尊卑分脈』による。
- 父：嵯峨天皇
- 母：大原全子（大原真室の娘）
- 妻：藤原総継の娘
  - 男子：源湛（845年 - 915年）
- 生母不詳の子女
  - 男子：源泊
  - 男子：源昇（848年 - 918年）
  - 男子：源望
  - 男子：源副

昇の子孫は地方に下って武家となり、渡辺氏・松浦氏・蒲池氏などの子孫を伝えている。詳細は嵯峨源氏を参照。